# Pseudorhaphitoma pyramis
Pseudorhaphitoma pyramis is een slakkensoort uit de familie van de Mangeliidae. De wetenschappelijke naam van de soort is voor het eerst geldig gepubliceerd in 1843 door Hinds.